# Prem'er-Liga 2002
La Prem'er-Liga 2002 fu l'undicesima edizione della massima serie del campionato russo di calcio, la prima con la nuova denominazione di Prem'er-Liga. Vide la vittoria finale della Lokomotiv Mosca, giunta al suo primo titolo, che interruppe il dominio dello Spartak Mosca vincitore di nove delle precedenti dieci edizioni. Capocannonieri del torneo furono Rolan Gusev e Dmitrij Kiričenko, entrambi calciatori del CSKA Mosca, con 15 reti.

## Stagione

### Novità
Dalla Vysšaja Divizion 2001 erano stati retrocessi il Fakel Voronež e il Černomorec Novorossijsk, mentre dalla Pervyj divizion 2001 erano stati promossi lo Šinnik e l'Uralan. Prima dell'inizio della stagione il Saturn ha cambiato denominazione in Saturn-REN TV.

### Formula
Le sedici squadre partecipanti si sono affrontate in un girone all'italiana con partite di andata e ritorno per un totale di 30 giornate. La prima classificata al termine della stagione regolare era designata campione di Russia e ammessa al terzo turno di qualificazione della UEFA Champions League 2003-2004, mentre la seconda classificata veniva ammessa al secondo turno di qualificazione della UEFA Champions League. La squadra terza classificata veniva ammessa in Coppa UEFA 2003-2004, assieme alla vincitrice della Coppa di Russia. Le ultime due classificate erano retrocesse in Pervyj divizion.

## Squadre partecipanti
| Club                   | Stagione | Città           | Stadio                          | Stagione 2001                 |
| ---------------------- | -------- | --------------- | ------------------------------- | ----------------------------- |
| Alanija Vladikavkaz    | dettagli | Vladikavkaz     | Respublikanskij stadion Spartak | 12º posto in Vysšaja Divizion |
| Anži                   | dettagli | Machačkala      | Stadio Dinamo                   | 13º posto in Vysšaja Divizion |
| CSKA Mosca             | dettagli | Mosca           | Stadio Ėduard Strel'cov         | 7º posto in Vysšaja Divizion  |
| Dinamo Mosca           | dettagli | Mosca           | Stadio Dinamo                   | 9º posto in Vysšaja Divizion  |
| Kryl'ja Sovetov Samara | dettagli | Samara          | Stadio Metallurg                | 5º posto in Vysšaja Divizion  |
| Lokomotiv Mosca        | dettagli | Mosca           | Stadio Lokomotiv                | 2º posto in Vysšaja Divizion  |
| Rostsel'maš            | dettagli | Rostov sul Don  | Stadio Olimp-2                  | 11º posto in Vysšaja Divizion |
| Rotor                  | dettagli | Volgograd       | Stadio Centrale                 | 10º posto in Vysšaja Divizion |
| Saturn-REN TV          | dettagli | Ramenskoe       | Saturn Stadium                  | 6º posto in Vysšaja Divizion  |
| Šinnik                 | dettagli | Jaroslavl'      | Stadio Šinnik                   | 1º posto in Pervyj divizion   |
| Sokol Saratov          | dettagli | Saratov         | Stadio Lokomotiv                | 8º posto in Vysšaja Divizion  |
| Spartak Mosca          | dettagli | Mosca           | Stadio Lužniki                  | Campione di Russia            |
| Torpedo Mosca          | dettagli | Mosca           | Stadio Lužniki                  | 4º posto in Vysšaja Divizion  |
| Torpedo-ZIL            | dettagli | Mosca           | Stadio Ėduard Strel'cov         | 14º posto in Vysšaja Divizion |
| Uralan                 | dettagli | Ėlista          | Stadio Uralan                   | 2º posto in Pervyj divizion   |
| Zenit San Pietroburgo  | dettagli | San Pietroburgo | Stadio Petrovskij               | 3º posto in Vysšaja Divizion  |

## Classifica finale
|  | Pos. | Squadra                | Pt | G  | V  | N  | P  | GF | GS | DR  |
|  | ---- | ---------------------- | -- | -- | -- | -- | -- | -- | -- | --- |
|  | 1.   | Lokomotiv Mosca        | 66 | 30 | 19 | 9  | 2  | 46 | 14 | +32 |
|  | 2.   | CSKA Mosca             | 66 | 30 | 21 | 3  | 6  | 60 | 26 | +34 |
|  | 3.   | Spartak Mosca          | 55 | 30 | 16 | 7  | 7  | 49 | 36 | +13 |
|  | 4.   | Torpedo Mosca          | 50 | 30 | 14 | 8  | 8  | 47 | 32 | +15 |
|  | 5.   | Kryl'ja Sovetov Samara | 47 | 30 | 13 | 8  | 9  | 41 | 37 | +4  |
|  | 6.   | Saturn-REN TV          | 47 | 30 | 12 | 10 | 8  | 42 | 29 | +13 |
|  | 7.   | Šinnik                 | 47 | 30 | 13 | 8  | 9  | 42 | 37 | +5  |
|  | 8.   | Dinamo Mosca           | 42 | 30 | 12 | 6  | 12 | 38 | 33 | +5  |
|  | 9.   | Rotor                  | 38 | 30 | 11 | 5  | 14 | 27 | 34 | -7  |
|  | 10.  | Zenit San Pietroburgo  | 33 | 30 | 8  | 9  | 13 | 36 | 42 | -6  |
|  | 11.  | Rostsel'maš            | 31 | 30 | 7  | 10 | 13 | 29 | 49 | -20 |
|  | 12.  | Alanija Vladikavkaz    | 30 | 30 | 8  | 6  | 16 | 31 | 42 | -11 |
|  | 13.  | Uralan                 | 29 | 30 | 6  | 11 | 13 | 32 | 42 | -10 |
|  | 14.  | Torpedo-ZIL            | 28 | 30 | 6  | 10 | 14 | 20 | 39 | -19 |
|  | 15.  | Anži                   | 25 | 30 | 5  | 10 | 15 | 22 | 43 | -21 |
|  | 16.  | Sokol Saratov          | 23 | 30 | 5  | 8  | 17 | 24 | 45 | -21 |

Legenda:
      Campione di Russia e ammessa alla UEFA Champions League 2003-2004.
      Ammessa alla UEFA Champions League 2003-2004.
      Ammessa alla Coppa UEFA 2003-2004.
      Retrocesse in Pervyj divizion 2003.
Note:
Tre punti a vittoria, uno a pareggio, zero a sconfitta.

## Risultati
|                       | LoM  | CSK  | SpM  | ToM  | Kry  | Sat  | Šin  | DiM  | Rot  | Zen  | Ros  | Ala  | Ura  | ToZ  | Anž  | Sok  |
| --------------------- | ---- | ---- | ---- | ---- | ---- | ---- | ---- | ---- | ---- | ---- | ---- | ---- | ---- | ---- | ---- | ---- |
| Lokomotiv Mosca       | –––– | 0-0  | 1-1  | 1-0  | 2-0  | 2-0  | 2-1  | 3-0  | 3-0  | 2-1  | 3-0  | 1-0  | 1-0  | 3-0  | 0-0  | 2-0  |
| CSKA Mosca            | 0-1  | –––– | 2-1  | 2-3  | 2-0  | 2-3  | 2-0  | 2-3  | 2-0  | 1-0  | 5-1  | 1-0  | 2-1  | 4-0  | 3-1  | 3-0  |
| Spartak Mosca         | 1-2  | 0-3  | –––– | 0-1  | 3-1  | 0-2  | 3-0  | 1-0  | 2-0  | 4-3  | 0-0  | 2-1  | 0-2  | 2-1  | 2-1  | 2-1  |
| Torpedo Mosca         | 2-2  | 2-3  | 1-2  | –––– | 4-3  | 1-1  | 2-0  | 2-0  | 3-1  | 1-1  | 0-1  | 2-0  | 2-2  | 2-1  | 3-0  | 1-0  |
| Kryl'ja Sovetov       | 1-0  | 0-2  | 0-2  | 1-0  | –––– | 1-0  | 4-1  | 0-0  | 1-0  | 1-0  | 3-2  | 1-0  | 1-1  | 0-0  | 4-0  | 0-1  |
| Saturn-REN TV         | 2-1  | 0-3  | 1-2  | 0-0  | 3-1  | –––– | 2-3  | 0-3  | 2-1  | 1-2  | 2-0  | 1-0  | 5-2  | 1-3  | 1-1  | 2-1  |
| Šinnik                | 0-0  | 1-1  | 2-2  | 2-1  | 4-2  | 1-3  | –––– | 2-1  | 1-0  | 1-1  | 1-1  | 2-0  | 1-0  | 2-0  | 6-0  | 2-1  |
| Dinamo Mosca          | 1-2  | 1-2  | 0-1  | 3-3  | 0-1  | 1-1  | 0-1  | –––– | 2-3  | 0-2  | 5-0  | 0-1  | 1-0  | 1-1  | 2-0  | 2-1  |
| Rotor                 | 0-2  | 0-1  | 0-3  | 1-0  | 2-0  | 1-1  | 2-0  | 0-0  | –––– | 2-1  | 0-0  | 2-1  | 2-0  | 0-0  | 0-0  | 2-1  |
| Zenit San Pietroburgo | 1-1  | 0-2  | 0-1  | 2-2  | 1-2  | 1-2  | 1-1  | 1-2  | 1-0  | –––– | 0-2  | 2-1  | 2-1  | 0-0  | 2-2  | 2-0  |
| Rostsel'maš           | 2-3  | 3-2  | 1-1  | 0-1  | 0-3  | 2-1  | 1-1  | 1-1  | 0-3  | 1-2  | –––– | 1-1  | 2-0  | 1-1  | 2-0  | 1-1  |
| Alanija Vladikavkaz   | 1-1  | 0-1  | 4-3  | 1-1  | 1-4  | 0-1  | 2-1  | 1-2  | 0-1  | 1-0  | 2-1  | –––– | 2-3  | 5-2  | 1-1  | 3-2  |
| Uralan                | 0-0  | 3-3  | 1-1  | 0-1  | 1-0  | 1-2  | 1-1  | 1-3  | 2-0  | 3-3  | 0-0  | 2-0  | –––– | 1-0  | 0-1  | 1-1  |
| Torpedo-ZIL           | 0-2  | 0-2  | 0-2  | 2-1  | 0-2  | 0-0  | 1-0  | 0-2  | 0-2  | 1-2  | 2-0  | 0-0  | 2-2  | –––– | 1-0  | 2-0  |
| Anži                  | 0-0  | 2-1  | 3-3  | 0-1  | 0-2  | 1-1  | 0-1  | 0-1  | 2-1  | 2-0  | 4-1  | 0-1  | 1-1  | 0-0  | –––– | 0-1  |
| Sokol Saratov         | 0-3  | 0-1  | 2-2  | 0-4  | 0-0  | 0-0  | 1-3  | 0-1  | 3-1  | 2-2  | 1-2  | 1-1  | 2-0  | 0-0  | 1-0  | –––– |

## Spareggio per il titolo
Lo spareggio per il titolo è stato disputato tra la Lokomotiv Mosca e il CSKA Mosca, che avevano concluso al primo posto a pari punti il campionato. Il titolo è andato alla Lokomotiv Mosca, vincitrice per 1-0 grazie alla rete realizzata da Dmitrij Los'kov al 6º minuto.
|                 | Risultati |            | Luogo e data                           |
| --------------- | --------- | ---------- | -------------------------------------- |
| Lokomotiv Mosca | 1 - 0     | CSKA Mosca | Stadio Dinamo, Mosca, 21 novembre 2002 |
|                 |           |            |                                        |

## Statistiche

### Classifica marcatori
| Gol |  |  | Giocatore            | Squadra                |
| --- |  |  | -------------------- | ---------------------- |
| 15  |  |  | Rolan Gusev          | CSKA Mosca             |
| 15  |  |  | Dmitrij Kiričenko    | CSKA Mosca             |
| 14  |  |  | Aleksandr Keržakov   | Zenit San Pietroburgo  |
| 12  |  |  | Vladimir Besčastnych | Spartak Mosca          |
| 12  |  |  | Andrej Karjaka       | Kryl'ja Sovetov Samara |
| 11  |  |  | Robertas Poškus      | Kryl'ja Sovetov Samara |
| 11  |  |  | Serghei Rogaciov     | Saturn-REN TV          |
| 11  |  |  | Igor' Semšov         | Torpedo Mosca          |
| 10  |  |  | Aleksandr Širko      | Torpedo Mosca          |
| 10  |  |  | Zurab Ciklauri       | Uralan                 |